# Kovernino
Kovernino (in russo Ковернино?) è un insediamento operaio della Russia europea centro-orientale, nell'oblast' di Nižnij Novgorod, centro amministrativo del rajon Koverninskij.
Si trova sul fiume Uzola, 124 km a nord di Nižnij Novgorod e a 63 km da Semënov e Gorodec.